# Classe U (sommergibile)
Le classi di sommergibili U e la versione migliorata V  furono concepite (la 'U') come sommergibili bersagli per la marina militare britannica nei tardi anni trenta.

## Caratteristiche tecniche
Vista la riuscita del naviglio e la sua economicità, con l'avvento della Seconda guerra mondiale fu naturale che si pensasse anche alla loro conversione in sommergibili d'attacco. Le unità delle 2 classi operarono in acque costiere, data la loro ridotta autonomia (anche di fuoco: 4 tubi lanciasiluri a prua, ciascuno dotato di due siluri e 1 cannone da 76mm), ma possedevano un'eccellente maneggevolezza, erano piccole, in una parola esse, a differenza dei grandi sottomarini oceanici della Royal Navy, erano unità ideali per muoversi nel Mediterraneo.

## Servizio
Nel Mediterraneo, attaccando da Malta il traffico navale dell'Asse, ottennero di più, pur pagando con pesanti perdite operative tale lavoro. Tra le 19 unità perse, di cui 13 proprio nel Mediterraneo, il sommergibile HMS Upholder del trentenne comandante Malcolm Wanklin era l'unità più prestigiosa: affondò 84.000 tonnellate di naviglio tra il 1941 e il tardo 1942, quando venne affondata a sua volta dalla torpediniera italiana Pegaso.
Tra i suoi successi, l'affondamento di 3 transatlantici usati per il trasporto truppe, tra cui, il 25 maggio 1941 l'italiano Conte Rosso, 2 sommergibili, 1 cacciatorpediniere e il siluramento dell'incrociatore Garibaldi, che però riuscì a sopravvivere ai due siluri incassati.

## Sommergibili

### Regno Unito
Gruppo 1
1. HMS Undine (N48)
2. HMS Unity (N66)
3. HMS Ursula (N59), trasferito alla Marina sovietica nel 1944 e rinominato V-4

Gruppo 2
1. HMS Umpire (N82)
2. HMS Una (N87)
3. HMS Unbeaten (N93)
4. HMS Undaunted (N55)
5. HMS Union (N56)
6. HMS Unique (N95)
7. HMS Upholder (N99)
8. HMS Upright (N89)
9. HMS Urchin (N97), in servizio nella Marina polacca dal 1941 al 1945 come ORP Sokół e in quella danese dal 1947 al 1957 come HDMS U 1 (dal 1950 HDMS Springeren)
10. HMS Urge (N17)
11. HMS Usk (N65)
12. HMS Utmost (N19)

Gruppo 3
10 battelli furono ordinati l'11 marzo 1940:
- HMS Uproar (P31)
- HMS P32
- HMS P33
- HMS Ultimatum (P34)
- HMS Umbra (P35)
- HMS P36
- HMS Unbending (P37)
- HMS P38
- HMS P39
- HMS P41, trasferito alla Marina norvegese nel 1941 e rinominato KNM Uredd (P 41)

12 battelli furono ordinati il 23 agosto 1940:
- HMS Unbroken (P42), trasferito alla Marina sovietica nel 1944 e rinominato V-2
- HMS Unison (P43), trasferito alla Marina sovietica nel 1944 e rinominato V-3
- HMS United (P44)
- HMS Unrivalled (P45)
- HMS Unruffled (P46)
- HMS P47, trasferito nel 1942 alla Marina dei Paesi Bassi e rinominato Hr.Ms. Dolfijn
- HMS P48
- HMS Unruly (P49)
- HMS Unseen (P51)
- HMS P52, in servizio nella Marina polacca dal 1942 al 1947 come ORP Dzik
- HMS Ultor (P53)
- HMS Unshaken (P54)

Ulteriori 12 battelli furono ordinati il 12 luglio 1941:
- HMS Unsparing (P55)
- HMS Usurper (P56)
- HMS Universal (P57)
- HMS Untamed (P58)
- HMS Untiring (P59), ceduto alla Marina greca nel 1945 e ribattezzato Xifias (Y-10)
- HMS Varangian (P61)
- HMS Uther (P62)
- HMS Unswerving (P63)
- HMS Vandal (P64)
- HMS Upstart (P65), ceduto alla Marina greca nel 1945 e ribattezzato Amphitriti
- HMS Varne (P66), trasferito nel 1943 alla Marina norvegese e rinominato KNM Ula (S300)
- HMS Vox (P67), in servizio nella Marina della Francia libera dal 1943 al 1946 come FFS Curie (P67)

### Altre marine
Unione Sovietica
- V 2 (ex HMS Unbroken)
- V 3 (ex HMS Unison)
- V 4 (ex HMS Ursula)

 Norvegia
- KNM Uredd (ex HMS P41)
- KNM Ula (ex HMS Varne)

 Polonia
- ORP Dzik (ex HMS P52)
- ORP Sokół (ex HMS Urchin)

 Francia libera - FNFL
- FFS Curie (ex HMS Vox)

 Paesi Bassi
- HNMS Dolfijn - (ex HMS P47)

 Danimarca
- HDMS U1 (ex ORP Dzik - ex HMS P52)

 Grecia
- Amphitriti (ex HMS Upstart)
- Xifias (ex HMS Untiring)